# 花园乡 (哈密市)
花园乡，是中华人民共和国新疆维吾尔自治区哈密市伊州区下辖的一个乡镇级行政单位。

## 行政区划
花园乡下辖以下地区：
强固村、博尔其吐尔村、夏马勒恰尔巴格村、艾勒克吐尔村、杜什吐尔村、卡日塔里村和喀让拉村。